# Sare
|  | Aquest article tracta sobre el moviment social. Si cerqueu el municipi basc a França, vegeu «Sara (Lapurdi)». |

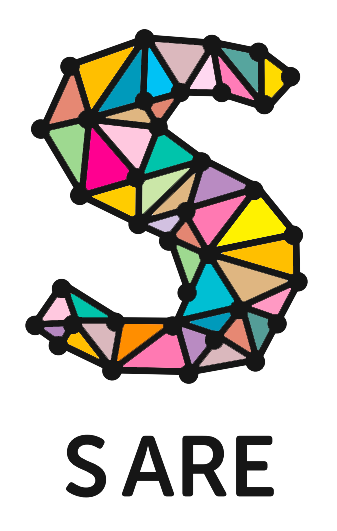
Logotip del moviment Sare

Sare ("xarxa" en eusquera) és un moviment basc divers per protegir els presos polítics. El 15 de juny de 2014 es va fer públic.

## Març del 2014: Declaració de San Telmo
El 15 de març de 2014 diversos personatges coneguts de la societat basca van publicar el següent manifest:
| « | Siglak atzean utzi nahi ditugun euskal hiritarrak gara giza eskubideen alde egiteko elkartu garenak. Hau ez delako gutxi batzuen ardura. Giza eskubideak denon ardura dira. Eta alderdikeriak alde batera utzi behar direlakoan gaude bakea erabat gauzatzeko bidean aurrera egin nahi bada. Horregatik norberaren etxearen goxoa utzi eta plazan gaituzue konponbide baten bila egin beharreko lanean gure aletxoa eskaintzeko asmoz. Eta horretarako jar gaitezen ados gutxieneko batzuetan behintzat. Presoak preso dira epaituak izan direlako, epaitu gabe espetxean aurkitzen direlako edota zigor bat betetzen ari direlako. Bestelako bideak bazter utzita, legeriak ematen dituen aukerak modu pertsonalean erabiltzea onartu dute. Bere eskubideak errespetatuak izan behar dute. Beraien ingurune sozial afektibotik gertuen dagoen espetxean zigorra betez, gaixotasun larriak dituztenen kaleratzeari bide emanez eta bizi osorako zigorra ahalbidetzen duten neurriak indargabetuz. Eta presoak bezala iheslariak eta deportatuak ere. Haiek herriratu daitezen bideak bilatu behar direlakoan gaude. Horretarako giza eskubide hauek urratzen dituzten legeak aldatu behar badira aldatu daitezela. Zergatik ezin dugu gutxieneko hauetan ados jarri? Utziko didazue Twitterren ikusitako txio hau irakurtzen. Brian Currin galdekatzen zuen polizia frantsesak: “ez dut ulertzen zergatik gobernuek ez duten ezer egiten prozesuaren alde”. Guk ere ez dugu ulertzen gobernu desberdinek, legearen barruan egin daitekeena ez egitea. Pertsona guztien giza eskubideak errespetatuak izan daitezen urratsik ez ematea. Ez dugu ulertzen konponbidea elikatu beharrean oztopoak jartzea. Eta ez ulertzeaz gain ez dugu onartzen. Ezin dugu zain segitu. Herri honek zilegi du giza eskubideen aldeko jarduna. Horregatik gaude hemen. Hasierako nitasunetik, norberaren etxeko goxotik, euskaldunok hain maitea dugun gutasunera pasatuz, gaur plaza honetan eta bihar Euskal Herria osoan. Eta “gu” honetara borondate berdina duten hiritar guztiak gonbidatu nahi ditugu sare indartsu eta geldiezin bat osatzeko. Nahiko genukeelako gaurkoa ez izatea “beste” argazki bat. Eta horretarako, sare hori adostasunean eraikitzeko, apirilaren 12an Eskoriatzako unibertsitatean Herritar Topaketak burutuko dira. Gure indarra hitza bada erabil dezagun. Entzun dadila. GIZA ESKUBIDEAK.KONPONBIDEA.BAKEA | » |

Des d'aleshores s'han fet diverses trobades per donar l'oportunitat a la ciutadania de participar en la creació de la xarxa. Hi col·laboraren unes 2.800 persones. "Les trobades han estat riques, diverses en participació i enriquidores en el brou d'idees", va dir Toda.  En els debats fins a aquest punt, es van destacar quatre conclusions principals:
- Si es volia construir un escenari de pau, calia resoldre el tema dels presos i fugitius.
- S'hauria d'acabar amb la dispersió i la "legislació que permet la presó perpètua", s'haurien de repatriar els presos amb malalties greus i s'han de respectar els drets bàsics de tots els ciutadans a l'exili o deportació.
- S'ha de donar protagonisme a aquella societat, "allò que cadascú podria fer".
- Que calia una eina per organitzar aquesta activitat: "xarxa ciutadana, eficient i imaginativa".

## Abril 2014: reunió a Eskoriatza
El 12 d'abril de 2014  "Drets humans. La solució sota la bandera de la pau", es van celebrar reunions a Eskoriatza per formar una xarxa destinada a la defensa dels drets dels presos i fugitius bascos.
Unes 170 persones s'incorporaren a la universitat HUHEZI d'Eskoriatza. El passat 15 de març, arran del comunicat presentat al museu Telmo Deuna, moltes cares conegudes de l'àmbit cultural i polític, feren trobades per formar una xarxa cívica en defensa dels drets dels presos bascos.
Tal com explicaren Teresa Toda i Joseba Azkarraga, impulsors de la iniciativa, aquestes trobades tenien com a objectiu iniciar un debat per a vincular "l'activació social" en defensa dels drets dels presos bascos. Paral·lelament, conclogueren que calia crear una “eina” per a aconseguir aquest objectiu i que el primer pas hauria de ser acabar amb la dispersió.
Conclogueren que un dels principals reptes de la xarxa emergent era traslladar el tema a la societat i alhora influir en els governs de Madrid i París. Segons explicaren, durant les reunions es tractaren uns mínims acordats amb l'objectiu de traçar-ne un camí comú. Amb aquesta finalitat tots els participants es repartiren en 10 grups de treball diferents, per a treballar la caracterització de la xarxa ciutadana que s'havia de completar.

## Juny del 2014: presentació a la plaça Zuloaga
El 15 de juny de 2014, després del procés de KonpONbidea que va durar tres mesos, es presentà la xarxa ciutadana a Donostia.  Els promotors feren una crida a la ciutadania a formar part de la solució. Els amics que es van reunir a la plaça Zuloaga van imaginar la xarxa.
L'objectiu de Sare era "teixir una xarxa comunitària que permeti la repatriació de presos i fugitius bascos". Amb aquesta finalitat, la xarxa ciutadana tenia oberta la "porta de l'esperança".
Tal com digueren en la presentació, asseguraren que s'havien fet passos per a una solució, entre els quals la Declaració d'Aiete del 17 d'octubre de 2011, tres dies després que ETA anunciés cessar l'activitat, el Pla de Pau i Convivència impulsat pel Govern Basc, el Col·lectiu de Presos Polítics Bascos i el Col·lectiu de Refugiats Polítics Bascos o la comunitat internacional referint-se a les "aportacions".
Destacaren que la ciutadania també va expressar la seva voluntat de tirar endavant, els Drets Humans el passat mes de gener. La solució la pau fent servir com a exemple el lema de la manifestació de Bilbao.

## Activitat
Tal com es va publicar el 3 de setembre de 2014, Urkijo volia prohibir l'acte organitzat per Sare per al 20 de setembre.  El 6 de setembre, Sare va demanar la demolició del «mur» de dispersió el 20 de setembre. La plataforma va anunciar que disposava del permís per celebrar un acte pels drets dels presos bascos al pavelló de la Miribilla.
Aquell 10 de setembre, l'alcalde de Bilbao Ibon Areso, va dir a Carlos Urkijo, representant del Govern espanyol al País Basc, que l'Ajuntament de Bilbao tenia l'obligació de cedir Miribilla a la xarxa de ciutadans a favor dels drets dels presos i presos. L'11 de setembre l'Associació de Víctimes del Terrorisme va demanar a l'Audiència Nacional que prohibís l'acte preparat pel projecte Sare contra la dispersió dels presos bascos. Segons l'associació l'objectiu de la mobilització era elogiar els castigats per ser membres d'ETA . Per això digué que "s'exaltaria el terrorisme" i "les víctimes serien humiliades".
El 12 de setembre Sare va planificar un gran i divers esdeveniment contra la dispersió. Els organitzadors ni tan sols van pensar en la possibilitat de prohibir la mobilització el dia 20 d'aquell mes, perquè “seria increïble”.
El 29 de setembre Sare es va queixar que l'aïllament i la dispersió "exacerbaven" malalties greus i incurables. El moviment va condemnar la negació d'Ibon Iparragirre de complir la seva condemna a casa seva
L'1 de novembre Sare tenia a punt 500.000 exemplars del 'quadern de la dispersió', per informar sobre la dispersió.
El 28 de novembre va dir que organitzaria una manifestació contra la dispersió a Bilbao i volia que la mobilització fos molt nombrosa i amb molta participació.
L'1 de desembre, Sare va aprovar la proposta de 'Zuzen Bidean' (en el camí correcte).
Com es va saber el 12 de desembre la mobilització del 10 de gener seria silenciosa i sense pancartes. Sare volia reunir a tots els ciutadans partidaris dels drets humans, més enllà de sigles i ideologies, i cada participant tindria un llum, i l'encendrien tots plegats.
El 13 de desembre s'aplegaren centenars de persones a Vitòria per participar en el "lurrikaran" (terratrèmol) convocat per Sare.
El 18 de desembre Sare considerava "preocupant" que el Partit Nacionalista Basc no anés a la marxa pels drets dels presos. Segons aquest molts militants del partit governant participarien en la mobilització.
Tal com se sabia el 19 de desembre, Xabier Arzalluz donaria suport a l'acte de Sare a Azkoitia el 20 de desembre. Aquell mateix dia Sare i Now Euskal Herrira! van presentar un vídeo convocant la manifestació amb el lema es va estendre la crida a participar en la protesta que tindria lloc a Bilbao.
El 20 de desembre Sare va presentar la marxa a favor de l'acostament dels presos a Azkoitia. L'acte va comptar amb el patrocini d'Anari, Xabier Arzalluz i Joseba Azkarraga.
El 23 de desembre Sare va obtenir 101 suports per a la mobilització del 10 de gener. Entre ells Jagoba Arrasate, Josep Lluís Carod Rovira, qui fou vicepresident de la Generalitat de Catalunya, Toti Martínez de Lezea, l'escriptor, Joane Somarriba, ciclista, o Iñaki Zarraoa, antic alcalde de Getxo.
El 30 de desembre Garbiñe Biurrun i Gemma Zabaleta es van sumar a la marxa a favor dels presos  .
Al juliol de 2021 va convocar una marxa en suport de l'etarra Henri Parot que s'havia de celebrar a Mondragón el dia 18 de setembre (31 quilòmetres de marxa, els mateixos anys que Parot duia empresonat) però que va acabar desconvocant el dia anterior davant la pressió de les associacions de víctimes del terrorisme i de les institucions basques i espanyoles (aquell mateix dia 17 els governs basc i espanyol havien organitzat a Vitòria un homenatge als 39 assassinats per Parot). La va substituir per concentracions en desenes de municipis bascos en contra de la llei del 2003 que va augmentar els anys màxims de presó per a determinats delictes, com el de terrorisme, de 30 a 40 anys i que Sare considerava que era una forma «cadena perpètua encoberta».